# San José de Carranza
San José de Carranza är en ort i Mexiko.   Den ligger i kommunen Sierra Mojada och delstaten Coahuila, i den centrala delen av landet, 1 000 km norr om huvudstaden Mexico City. San José de Carranza ligger 1 307 meter över havet och antalet invånare är 217.
Terrängen runt San José de Carranza är kuperad åt sydväst, men åt nordost är den platt.  Trakten runt San José de Carranza är nära nog obefolkad, med mindre än två invånare per kvadratkilometer. San José de Carranza är det största samhället i trakten. Omgivningarna runt San José de Carranza är i huvudsak ett öppet busklandskap.